# 曼差石油股份
曼差石油股份有限公司（英語：Bangchak Petroleum PLC），簡稱曼差石油、曼差石油股份、或 ，是在1984年成立。
主要生產各類石油、煉油等，其中在泰國石油產量最多。其股份自2005年於泰國證券交易所上市。

## 外部連結
- 曼差石油股份有限公司 （页面存档备份，存于）